# International Budokan Kendo Federation
| Portal | Portal:Sport |

International Budokan Kendo Federation (IBKF) er en international organisation, der organiserer den moderne form for Kendo, der er en af de japanske kampdiscipliner, der er baseret på Shin-budo.

## Definition
IBKF definerer Kendo som en 'kampkunst' og en spændende sport.

## Gradueringskrav
I forbindelse med graduering inden for Kendo kræves følgende:
| Grad   | Krav |
| ------ | --- |
| 8. kyu | 1. Kamae: Chudan, Jodan, Gedan 2. Kiri Kaeishi 3. Men, Kote, Do 4. Keiko – 3 minutter kamp                       |
| 7. kyu | Det samme som 8. kyu Desuden: Waki No Kamae, Kote – Men, Hiki Waza (Men – Men)                                   |
| 6. kyu | Det samme som 7. kyu Desuden: Hasso No Kamae, Harai-Men, Harai-Kote, Harai-Do, Hiki Waza, (Men – Do, Men - Kote) |
| 5. kyu | Hiki Waza (Kote/Men/Do). 3 minutter kampe.                                                                       |
| 4. kyu | Yoko Men. 3 minutter kampe                                                                                       |
| 3. kyu | Men (en hånd). 3 minutter kampe.                                                                                 |
| 2. kyu | Harai teknikker. 3 minutter kampe.                                                                               |
| 1. kyu | 3 minutter kampe.                                                                                                |
| Shodan | Uchi Otoshi, Tsuki. 3 minutter kampe. Kata: Ipponme, Nihonme.                                                    |
| Nidan  | Kote/do teknikker. 3 minutter kampe. Kata: Sanbonme, Yohonme.                                                    |
| Sandan | 3 minutter kampe. Kata: Gohonme.                                                                                 |
| Yondan | 3 minutter kampe. Kata: Rokuhonme, Nanahonme.                                                                    |
| Godan  | 3 minutter kampe. Kata: Juhonme.                                                                                 |

## Internationale kendoforbund
Eksempler på øvrige internationale kendoforbund der organiserer den moderne form for Kendo:
- Dai Nippon Butoku Kai (DNBK) Japans første organisation der organiserede Kendo.
- International Kendo Federation (FIK)
- International Martial Arts Federation (IMAF)
- All Japan Budo Federation (AJBF)